# Sharon Robinson
Sharon Robinson, född 19 mars 1958 i San Francisco, är en amerikansk sångerska, låtskrivare och producent. Hon är mest känd för sitt återkommande engagemang som kompositör och textförfattare i samarbete med Leonard Cohen. Hon har även skrivit sånger för andra artister som the Pointer Sisters, Diana Ross, Michael Bolton, Randy Crawford med flera.

## Biografi
Robinson hade god framgång i sina studier och blev semifinalist i den amerikanska tävlingen "National Merit" för studerande. Hon fick stipendium för studier vid Salem College i West Virginia. Halvvägs till examen satsade hon några år på musiken och turnerade med ett band. Efter några år på turné återupptog hon studierna vid California Institute of the Arts och studerade musik där.
Hon turnerade som back-up sångare med Leonard Cohen 1979–1980, och senare även 2008–2013. De samarbetade och skrev bland annat "Everybody Knows" och "Waiting For a Miracle", som släpptes på skiva 1988 respektive 1992. År 2001 skrev hon, producerade, arrangerade och sjöng bakgrundsspåren på albumet Ten New Songs (hon syns med Cohen på skivomslaget). Robinson bidrog även med tre sånger till Cohens album Dear Heather 2004 och sjöng duett med Cohen i sången "The Letters". 2008–2013 medverkande hon under "The Leonard Cohen World Tour", som varade till december 2013.
Hon fick en Grammy 1985 för sången "New Attitude" ur filmen Beverly Hills Cop, med sång av Pati Labell.
År 2008 släppte Robinson sitt debutalbum som soloartist, Everybody Knows, med bland annat tre sånger skrivna tillsammans med Leonard Cohen: "Alexandra Leaving," "Everybody Knows" och "Summertime". Skivan innehåller även "The High Road" och sex andra låtar av henne. Hon framförde sånger från båda sina album på en Europaturné våren 2015 i samband med utgivningen av hennes andra soloalbum, Caffeine. Turnén gick till Belgien, Nederländerna, Tyskland, Frankrike, Irland, Skottland och England. Caffeine innehåller tio låtar skrivna och producerade av Robinson.
2015 släppte hon en EP med fyra spår som bär titeln Sharon Robinson EP 1 med sånger av Tom Waits, Otis Redding, Bruce Hornsby, och Eric Clapton. Hon turnerade i Europa igen under 2016 och uppträdde då bland annat på Gustav Adolfs torg i Malmö under Malmöfestivalen 2016.

## Diskografi
Album i samarbete
- 2001 – Ten New Songs (med Leonard Cohen)

Soloalbum
- 2008 – Everybody Knows
- 2015 – Caffeine

EP
- 2015 – Sharon Robinson EP 1 (songs by Waits, Redding, Hornsby, Clapton)

Singlar
- 2009 – "Invisible Tattoo" (maxi-singel)